# Lex Caecilia Didia
La lex Caecilia Didia, o lex Caecilia Didia de modo legum promulgandarum, era una legge fatta dai consoli Quinto Cecilio Metello Nepote e Tito Didio nell'anno 98 a.C. Questa legge aveva due disposizioni: la prima implicava la necessità di un periodo minimo (trinundinum) tra l'approvazione in Senato di una legge e il voto su essa ai comitia; e la seconda prescriveva il divieto di comprendere disposizioni eterogenee (rogatio per saturam) in un'unica proposta di legge. Questa legge fu poi rafforzata dalla lex Iunia Licinia del 62 a.C., una legge ombrello proposta da Lucio Licinio Murena e Decimo Giunio Silano.

## Disposizioni
La lex Caecilia Didia stabilì come prima disposizione che tra la promulgatio (l'annuncio pubblico della proposta) di una legge e il suo voto nei comitia doveva passare un periodo di tre giorni di mercato (nundinae), altresì chiamato trinundinum: dato che veniva considerato una nundina ogni ottavo giorno, il trinundinum era un periodo che poteva variare da 17 a 24 giorni.
Gli Scholia Bobiensia riassumono così tale disposizione:
(Scholia Bobiensia, 140.)
La seconda disposizione della lex Caecilia Didia vietava le leges saturae, leggi "variegate", cioè legislazioni singole che trattavano materie eterogenee, disposizione già presente all'epoca dei Gracchi. Ciò significava che in un unico disegno di legge romano non poteva esserci una raccolta di misure non correlate, quelle che in termini moderni potrebbero essere chiamate "leggi omnibus". Cicerone diede un'interpretazione della legge nella sua Oratio de domo sua ("Discorso riguardante la sua casa") dopo il suo ritorno dall'esilio:
(Marco Tullio Cicerone, Oratio de domo sua, 53.)
Non ci volle molto perché la lex Caecilia Didia entrasse in funzione. Più significativamente, nel 91 a.C. il console Lucio Marzio Filippo, in qualità di augure, riuscì a far abrogare le leggi del tribuno Marco Livio Druso il Giovane in quanto contravvenivano alla seconda disposizione della lex Cecilia Didia. Questo atto è spesso visto come uno dei principali fattori che contribuirono allo scoppio della guerra sociale (91-88 a.C.).

## Sfondo politico
La lex Caecilia Didia fu una risposta diretta agli eventi del 100 a.C. e un tentativo di ridurre la frettolosa legislazione approvata nei comitia. In quell'anno, Gaio Mario ottenne il suo sesto mandato come console. Sotto Mario, il tribuno populista Saturnino e il pretore Gaio Servilio Glaucia proposero e approvarono leggi agrarie di chiaro stampo riformista assegnando la terra nella provincia dell'Africa ai veterani di Mario. Tuttavia, la natura radicale di questi progetti di legge e i metodi forzati utilizzati da Saturnino e Glaucia per assicurare il loro passaggio alla fine alienarono loro la fiducia di gran parte del popolo romano e alla fine anche di Mario. Di conseguenza le leggi di Saturnino furono abrogate e fu introdotta la lex Caecilia Didia, il cui obiettivo era frenare l'approvazione di proposte di legge radicali, partendo dal presupposto che il periodo del trinundinum avrebbe dato ai cittadini il tempo di comprendere la proposta di legge o di essere persuasi a votare contro.